# Consepusa crassistylus
Consepusa crassistylus är en insektsart som beskrevs av Rauno E. Linnavuori och Delong 1977. Consepusa crassistylus ingår i släktet Consepusa och familjen dvärgstritar. Inga underarter finns listade i Catalogue of Life.